# Crédit Agricole Bank România
Crédit Agricole Bank Româna (fostă Emporiki Bank România) este o bancă din România, filială a băncii grecești Emporiki Bank, care este la rândul ei parte din grupul francez Crédit Agricole.
Emporiki Bank este prezentă în România din anul 1999, sub denumirea Commercial Bank of Greece (România), iar în anul 2004 și-a schimbat denumirea în Emporiki Bank România.
În anul 2021 a fost achiziționată de Vista Bank (România).
Rețea teritorială de unități:
- 2010: 34[3]
- 2009: 30[4]
- 2006: 5[2]

Număr de angajați în 2006: 159
Active:
- 2009: 182,2 milioane euro[6] - cotă de piață de 0,2%[7]
- 2008: 183 milioane euro[6]
- 2006: 108,3 milioane euro[8]

Profit net:
- 2009: -18,3 milioane euro (pierdere)[6]
- 2008: -7,7 milioane euro (pierdere)[6]